# Xeromunda peloponnesia
Xeromunda peloponnesia is een slakkensoort uit de familie van de Hygromiidae. De wetenschappelijke naam van de soort is voor het eerst geldig gepubliceerd in 1990 door Hausdorf.